# Носовая кость
Носовая кость — парная, четырёхугольная, немного удлиненная и — несколько выпуклая спереди кость лицевой части черепа. Образует переднюю стенку скелета носа, формируя переносицу и верхнюю часть спинки носа.

## Носовые кости человека

### Анатомия
Носовые кости составляют остов передней стенки корня и верхней трети спинки наружного носа. Участвуют в образовании передней части верхней и латеральной стенок носовой полости.
Каждая носовая кость имеет 2 поверхности и 4 края. Задняя поверхность слегка вогнута и имеет решётчатую борозду — след залегания в ней переднего решетчатого нерва. Передняя поверхность кости гладкая имеет одно или несколько отверстий для прохождения сосудов и нервов. Обе носовые кости внутренними поверхностями прилежат к решётчатой кости и лобной кости.
Верхний, латеральный и медиальный края срастаются образуя плоские швы с соседними костями. Верхний край соединяется с носовой частью лобной кости образуя носолобный шов, в котором наблюдаются непостоянные (у 0,6 % людей) кости швов (лат. ossa suturalia). Латеральный край — с лобным отростком верхней челюсти, медиальный край соединяется межносовым швом с носовой костью противоположной стороны образуя вдоль шва продольный желобок. Нижний край свободный, формирует верхний край грушевидного отверстия (лат. apertura piriformis nasi) лицевого черепа, соединяется с латеральным хрящом носа (лат. cartilago nasi lateralis) соответствующей стороны.
Часто носовые кости асимметричны, могут срастаться в единую кость, в редких случаях могут отсутствовать, при этом происходит их замещение лобными отростками верхних челюстей.

Правая и левая носовые кости
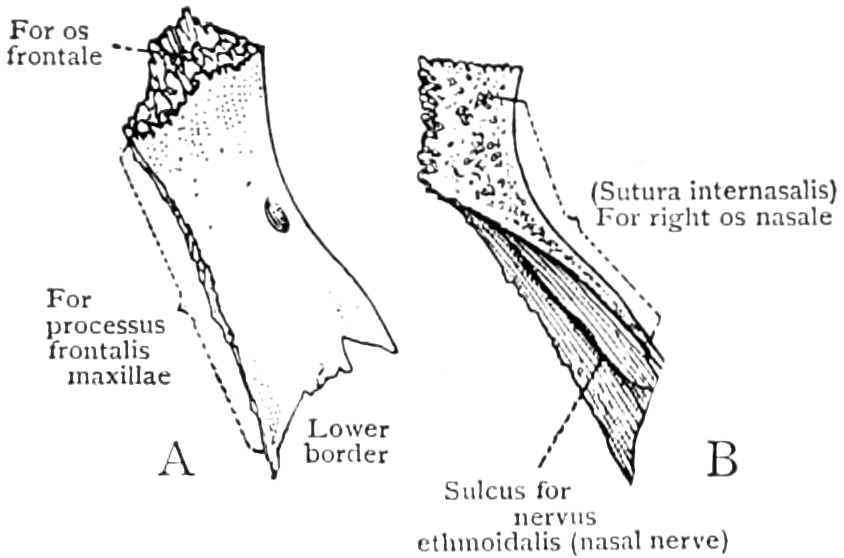
Строение, правая и левая кости
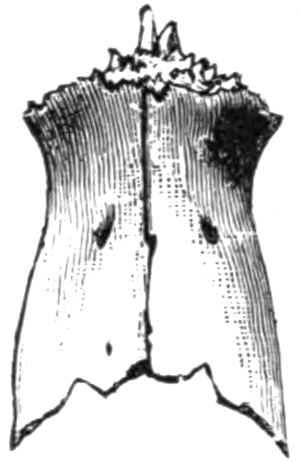
Взаиморасположение носовых костей, вид спереди
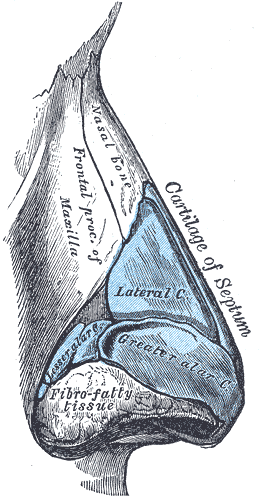
Кости и хрящи носа человека, вид справа. Носовая кость сверху
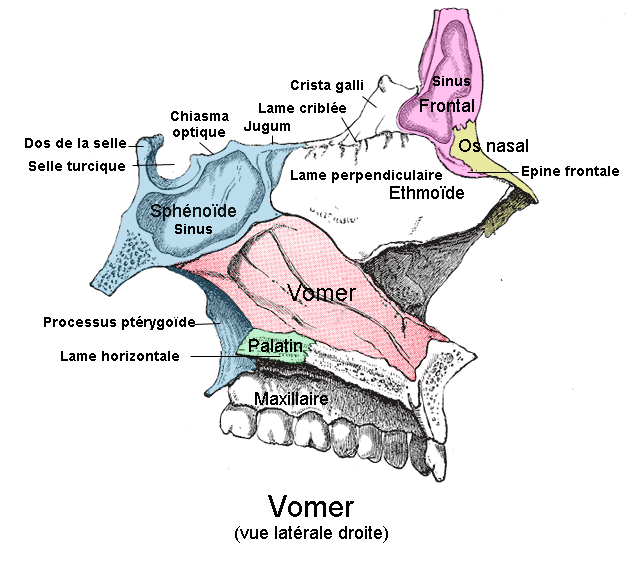
Взаиморасположение носовой (выделен  ), лобной, решётчатой костей на сагитальном срезе, вид справа

### Патологии и заболевания

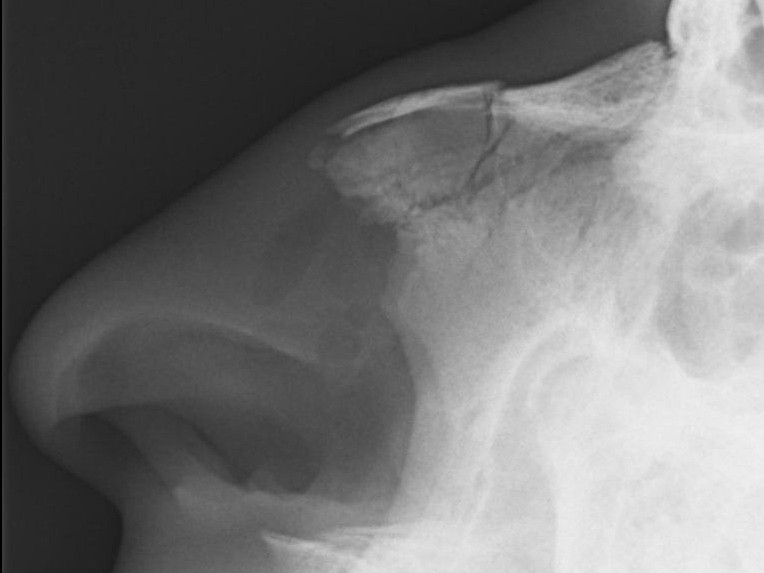
Рентгенограмма, боковая проекция. Перелом со смещением носовой кости, трещина лобного отростка верхней челюсти

При травмах в области лица и переломах носа повреждения носовых костей носят наиболее частый характер, при этом возможны смещение костей, расхождение швов или переломы.
При ультразвуковых исследованиях во время пренатальных скринингов наблюдаемая аплазия или гипоплазия носовых костей плода является одним из патогномоничных симптомов наличия синдрома Дayнa .

### Онтогенез
Носовые кости происходят из мезэктодермы и относятся к висцеральному скелету. В своём развитии минуют образование хрящевой ткани, точки окостенения в соединительной ткани возникают на 2—3 месяце внутриутробного периода.

## Филогенез

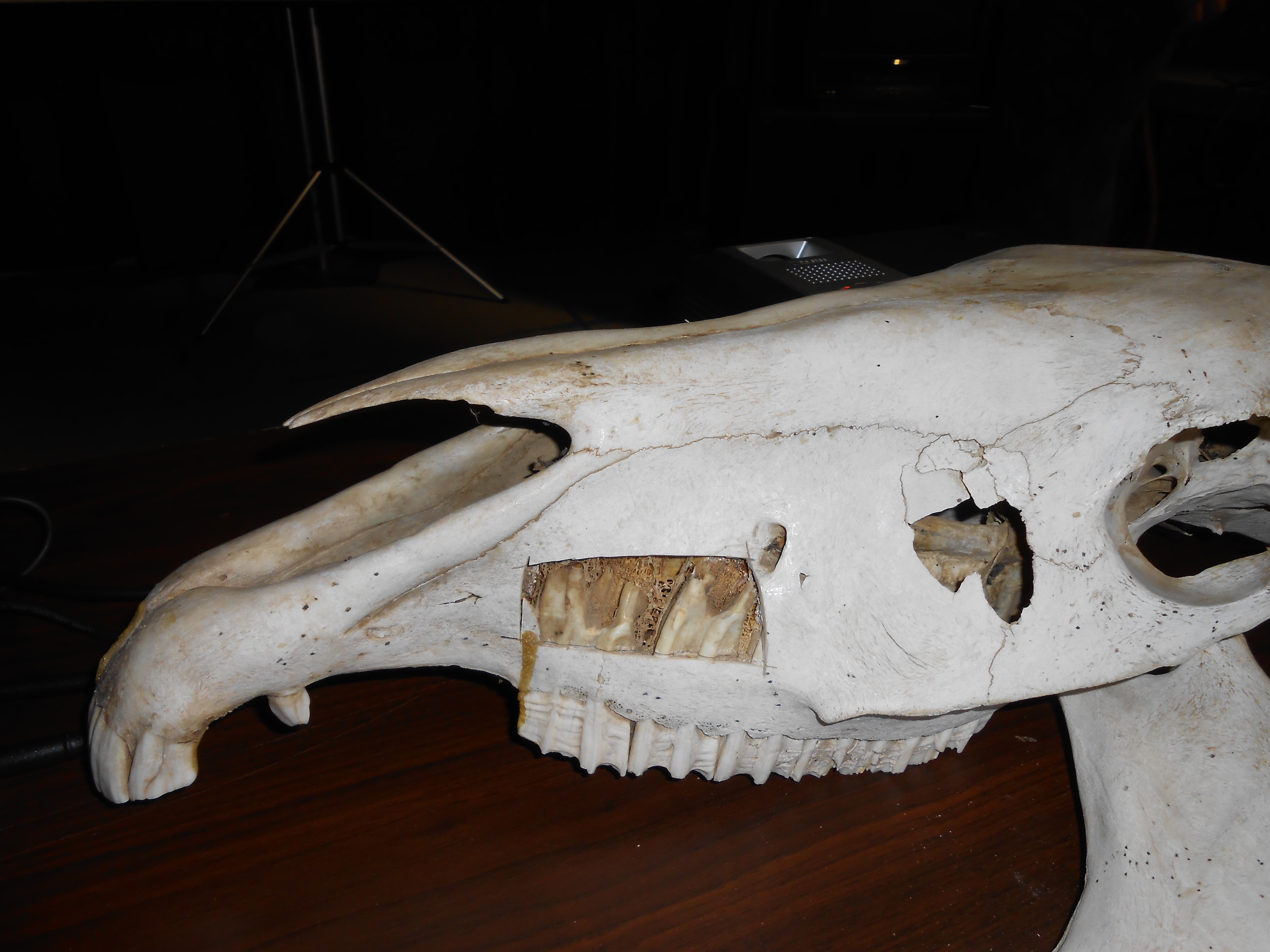
Носовые кости лошади, сверху

У примитивных костистых рыб и тетраподов носовые кости являются наиболее передними из четырех парных костей, образующих крышу черепа, за которыми последовательно следуют лобные, теменные и посттеменные кости. Их форма у современных видов сильно различается в зависимости от формы головы, но обычно они образуют верх морды или клюва, протянувшегося от ноздрей до точки, не доходящей до глазниц. Поэтому у большинства животных они обычно пропорционально больше, чем у людей или человекообразных обезьян, из-за укороченного лица последних. У черепах, носовые кости отсутствуют, а предлобные кости глазниц доходят до ноздрей.